# Darwinopterus
 Darwinopterus  ist eine Gattung der Flugsaurier (Pterosauria) aus dem Mitteljura der chinesischen Provinz Liaoning.
Die Gattung wurde zu Ehren des Begründers der modernen Evolutionstheorie Charles Darwin benannt, dessen zweihundertster Geburtstag im Jahr der wissenschaftlichen Erstbeschreibung 2009 gefeiert wurde. Einzige beschriebene Art (Typusart) der Gattung ist Darwinopterus modularis.

## Fossilbericht
Fossile Überreste von Darwinopterus wurden in der Tiaojishan-Formation im Kreis Jianchang in der chinesischen Provinz Liaoning gefunden. Der Holotypus mit der Exemplarnummer ZMNH M8782 ist ein gut erhaltenes Skelett mit Schädel, Kiefer, einer fast vollständigen Wirbelsäule, einem teilweise erhaltenen Brustbein, dem Schultergürtel, dem Becken, einem teilweise erhaltenen linken Vorderbein (Flügel) und Teilen der Hinterbeine. Das Fossil wird im Naturkundemuseum Zhejiang in Hangzhou in der Provinz Zhejiang aufbewahrt.
Ein weiteres zur Erstbeschreibung hinzugezogenes Fossil ist ebenfalls fast vollständig. Ihm fehlen lediglich Teile des Schädels, das Brustbein und einige Fingerknochen. Es wird unter der Nummer YH-2000 im Yizhou Museum im Yixian (Kreis Yi) in der Provinz Liaoning aufbewahrt.

## Merkmale
Darwinopterus war ein relativ kleiner Flugsaurier mit einem langen Schwanz. Der Schädel hatte eine Länge von 14 bis 19 cm, die Flügel waren 34 bis 46 cm lang. Der Schädel war fast doppelt so lang wie die Rücken- und Kreuzbeinwirbel zusammen – dieses Verhältnis ist größer als bei jedem anderen basalen (ursprünglichen) Flugsaurier und auch für die Kurzschwanzflugsaurier (Pterodactyloidea) ungewöhnlich. Der Schädelteil vor der Augenhöhle machte mehr als 80 % der Schädellänge aus (ein abgeleitetes Merkmal einiger Kurzschwanzflugsaurier). Das vorderste (nasale) und das antorbitale Schädelfenster waren zu einem nasoantorbitalen Fenster vereint und nur noch durch eine reduzierte Knochenspange unvollständig getrennt. Auf dem Schädel saß ein niedriger Kamm, ähnlich dem von Germanodactylus oder anderen Dsungaripteroidea, der vom vorderen Ende des nasoantorbitalen Fensters bis zum Hinterende des Schädels reichte. Die Kiefer enthielten 15 Paar nadelartige, spitze Zähne, die weit auseinander standen und deren längste sich im vorderen Kieferteil befanden.
Die Halswirbel waren verlängert und hatten kurze Neuralfortsätze. Halsrippen waren reduziert oder fehlten völlig. Der lange, versteifte Schwanz hatte mehr als 20 Wirbel. Die Hinterbeine zeichneten sich durch kurze Mittelfußknochen, die weniger als 66 Prozent der Länge des Oberschenkelknochens hatten, und fünf Zehen aus, von denen zwei verlängert waren.

## Systematik

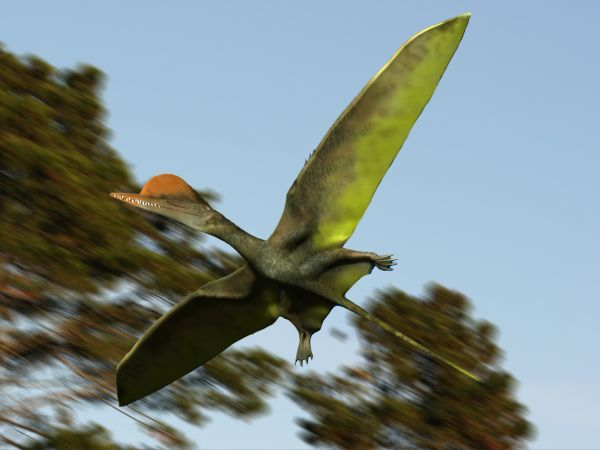
Lebendrekonstruktion von D. modularis

Darwinopterus hatte einen langen Schwanz, zeigt in der Schädelanatomie aber Merkmale der Kurzschwanzflugsaurier und wird deshalb als Mosaikform zwischen den ursprünglichen Langschwanzflugsauriern und den Kurzschwanzflugsauriern betrachtet. Er ist die Schwesterart der Kurzschwanzflugsaurier und wird mit ihnen zusammen in ein Taxon Monofenestrata gestellt, benannt nach dem einzigen Schädelfenster vor der Augenhöhle.
Die systematische Stellung von Darwinopterus verdeutlicht folgendes Kladogramm:
|                | Verschiedene Gruppen von Langschwanzflugsauriern                                            |
|                |                                                                                             |
| Monofenestrata | \| \| Darwinopterus \| \| \| \| \| \| Kurzschwanzflugsaurier (Pterodactyloidea) \| \| \| \| |
|                | \| \| Darwinopterus \| \| \| \| \| \| Kurzschwanzflugsaurier (Pterodactyloidea) \| \| \| \| |
|                | Darwinopterus                                                                               |
|                |                                                                                             |
|                | Kurzschwanzflugsaurier (Pterodactyloidea)                                                   |
|                |                                                                                             |

|  | Darwinopterus                             |
|  |                                           |
|  | Kurzschwanzflugsaurier (Pterodactyloidea) |
|  |                                           |